# PTOV1
PTOV1 (англ. Prostate tumor overexpressed 1) – білок, який кодується однойменним геном, розташованим у людей на короткому плечі 19-ї хромосоми. Довжина поліпептидного ланцюга білка становить 416 амінокислот, а молекулярна маса — 46 869.
| 10         |  | 20         |  | 30         |  | 40         |  | 50         |
| ---------- |  | ---------- |  | ---------- |  | ---------- |  | ---------- |
| MVRPRRAPYR |  | SGAGGPLGGR |  | GRPPRPLVVR |  | AVRSRSWPAS |  | PRGPQPPRIR |
| ARSAPPMEGA |  | RVFGALGPIG |  | PSSPGLTLGG |  | LAVSEHRLSN |  | KLLAWSGVLE |
| WQEKRRPYSD |  | STAKLKRTLP |  | CQAYVNQGEN |  | LETDQWPQKL |  | IMQLIPQQLL |
| TTLGPLFRNS |  | QLAQFHFTNR |  | DCDSLKGLCR |  | IMGNGFAGCM |  | LFPHISPCEV |
| RVLMLLYSSK |  | KKIFMGLIPY |  | DQSGFVSAIR |  | QVITTRKQAV |  | GPGGVNSGPV |
| QIVNNKFLAW |  | SGVMEWQEPR |  | PEPNSRSKRW |  | LPSHVYVNQG |  | EILRTEQWPR |
| KLYMQLIPQQ |  | LLTTLVPLFR |  | NSRLVQFHFT |  | KDLETLKSLC |  | RIMDNGFAGC |
| VHFSYKASCE |  | IRVLMLLYSS |  | EKKIFIGLIP |  | HDQGNFVNGI |  | RRVIANQQQV |
| LQRNLEQEQQ |  | QRGMGG     |  |            |  |            |  |            |

A: Аланін

C: Цистеїн

D: Аспарагінова кислота

E: Глутамінова кислота

F: Фенілаланін

G: Гліцин

H: Гістидин

I: Ізолейцин

K: Лізин

L: Лейцин

M: Метіонін

N: Аспарагін

P: Пролін

Q: Глутамін

R: Аргінін

S: Серин

T: Треонін

V: Валін

W: Триптофан

Кодований геном білок за функціями належить до активаторів, фосфопротеїнів. 
Задіяний у таких біологічних процесах, як транскрипція, регуляція транскрипції, альтернативний сплайсинг. 
Локалізований у клітинній мембрані, цитоплазмі, ядрі, мембрані.